# Physical Fitness Test
Der Physical Fitness Test (PFT) diente bei der Bundeswehr zur Feststellung der körperlichen Leistungsfähigkeit. Seit 1. Januar 2010 wird er durch den Basis-Fitness-Test ersetzt. Er war von Grundwehrdienstleistenden vor und nach der Allgemeinen Grundausbildung, von Soldaten auf Zeit und Berufssoldaten einmal im Jahr abzulegen. Außerdem war er Bestandteil des Prüfverfahrens an der Offizierbewerberprüfzentrale (OPZ) sowie bei den Zentren für Nachwuchsgewinnung (ZNwG). Darüber hinaus ging der gesamte PFT als Einzeldisziplin mit bis zu 100 von insgesamt 500 möglichen Punkten in die Wertung des Sporttests der Offizierschule des Heeres mit ein. Der genaue Ablauf des PFT war in der Zentralen Dienstvorschrift (ZDv) 3/10 (Sport in der Bundeswehr) geregelt.

## Ausführung
Der PFT besteht aus fünf Übungen, die auch in dieser Reihenfolge absolviert werden müssen. Die ersten vier Übungen werden in der Sporthalle ausgeführt, der 12-min-Lauf kann wahlweise in der Halle oder auf der 400-m-Bahn ausgeführt werden.
- Pendellauf (4× 9 m)

Der Prüfungskandidat muss eine Strecke von 9 m in möglichst kurzer Zeit viermal hin und her laufen und dabei jeweils die Ziellinie mit einem Körperteil überqueren.
- Sit-ups (40 s)

Der Prüfungskandidat liegt rücklings auf einer Turnmatte, die Hände hinter dem Kopf gefaltet. Die Beine werden aufgestellt, sodass die Knie ungefähr einen 90°-Winkel bilden. Ein Kamerad hält die Füße des Prüflings, um sie zu fixieren. In 40 Sekunden muss der Oberkörper möglichst oft so weit aufgerichtet werden, dass die Ellenbogen die Knie berühren.
- Standweitsprung

Der Prüfkandidat steht auf einer Turnmatte und muss mit beiden Beinen und ohne Anlauf – aus dem Stand – so weit wie möglich springen.
- Liegestütze (40 s)

Der Prüfkandidat liegt bäuchlings auf dem Hallenboden, die Hände berühren sich auf dem Rücken. Innerhalb von 40 Sekunden muss er sich so oft wie möglich mit den Armen hochdrücken, einen Arm loslassen und mit der Hand desselben den anderen Unterarm berühren und in die Ausgangslage zurückkehren.
- Cooper-Test (12-min-Lauf) (OPZ)

Der Prüfungskandidat muss innerhalb von 12 Minuten eine möglichst lange Strecke zurücklegen.
- Ergometer-Test (Radfahren) (ZNwG)

Der Prüfungskandidat muss eine vorgegebene Umdrehungszahl pro Minute, bei zunehmendem Widerstand, halten.
Für Männer und Frauen gibt es unterschiedliche Leistungstabellen. Pro Übung sind maximal 6 Punkte erreichbar. Um den Test zu bestehen, muss man mindestens 15 Punkte erreichen, darf jedoch in keiner Disziplin weniger als 2 Punkte haben.
In der OPZ sowie dem ZNwG zählen 6 Punkte als Bestanden, hier reicht jedoch schon 1 Punkt zum Bestehen der Disziplin.